# Ptychamalia ligys
Ptychamalia ligys är en fjärilsart som beskrevs av Louis Beethoven Prout 1926. Ptychamalia ligys ingår i släktet Ptychamalia och familjen mätare. Inga underarter finns listade.